# Artemeter
Artemeter (scris și Artemether) este un medicament antimalaric, utilizat în tratamentul malariei. Forma injectabilă este utilizată în special pentru cazurile severe de malarie, când nu se mai poate recurge la tratamentul cu chinină. Modul de administrare este intramuscular. Mai există disponibilă și o formă orală, utilizată doar în combinație cu lumefantrina, terapia combinată fiind cunoscută ca artemeter/lumefantrină.
Artemeter face parte din clasa derivaților de artemisinină.

## Efecte adverse
Artemeter produce foarte puține reacții adverse. În cazuri rare, pot să apară aritmii cardiace în timpul tratamentului. Deși studiile indică faptul că utilizarea sa în timpul sarcinii este periculoasă la animalele de laborator, la om nu a fost observat același aspect. De aceea, Organizația Mondială a Sănătății recomandă artemeter ca tratament antimalaric la femeile însărcinate.